# Nele (Nepal)
Nele (Nepalees: नेले) is een dorp (Engels: village development committee, afgekort VDC, 'dorpscommissie'; Nepalees: panchayat) in het district Solukhumbu in Sagarmatha in het noordoosten van Nepal.
Tijdens de census van 2001 woonden er 2234 mensen in het dorp verdeeld over 426 huishoudens.